# كورجون بيكالي
كورجون بيكالي (الاسم العلمي:Coregonus baicalensis) هو نوع من الأسماك يتبع جنس الكورجون من فصيلة سمك السلمون.